# Bittacus milleri
Bittacus milleri är en näbbsländeart som beskrevs av Jason Gilbert Hayden Londt 1978. Bittacus milleri ingår i släktet Bittacus och familjen styltsländor. Inga underarter finns listade i Catalogue of Life.